# Théléphore terrestre
Thelephora terrestris
Espèce
Le Théléphore terrestre, (Thelephora terrestris) est une espèce de champignons agaricomycète du genre Thelephora et de la famille des Thelephoraceae.

## Taxonomie

### Liste des formes et variétés
Selon MycoBank (3 mars 2025) :
- Thelephora terrestris f. concrescens S. Lundell, 1954
- Thelephora terrestris f. radiosa (P. Karst.) Zmitr., 2015
- Thelephora terrestris f. resupinata (Bourdot & Galzin) Donk, 1931
- Thelephora terrestris f. terrestris
- Thelephora terrestris f. tomentella Bourdot & Galzin
- Thelephora terrestris var. adscendens Rabenhorst, 1877
- Thelephora terrestris var. digitata (Bourdot & Galzin) Corner, 1968
- Thelephora terrestris var. dubia Pers., 1801
- Thelephora terrestris var. infundibuliformis (Bourdot & Galzin) Corner, 1968
- Thelephora terrestris var. terrestris
- Thelephora terrestris var. tomentella (Bourdot & Galzin) Corner, 1968
- Thelephora terrestris var. vulgaris Alb. & Schwein., 1805

### Systématique
Le nom correct complet (avec auteur) de ce taxon est Thelephora terrestris Ehrh. ex Pers., 1801.
Thelephora terrestris a pour synonymes :
- Hyphoderma terrestre (Ehrh. ex Pers.) Wallr., 1833
- Phylacteria terrestris (Ehrh. ex Pers.) Pat., 1900
- Stereum laciniatum Pers., 1796
- Thelephora crustosa Lloyd, 1923
- Thelephora minor Velen., 1922
- Thelephora rhipidium Velen., 1922
- Thelephora terrestris Ehrh. ex Pers., 1801
- Thelephora terrestris Ehrh., 1791
- Thelephora tristis Sacc., 1916

### Publication originale
- Persoon, CH, Synopsis methodica fungorum, 1801, p. 1-706